# نهاية مأمورية
نهاية مأمورية (بالألمانية: Ende einer Dienstfahrt) هي قصة طويلة كتبها الأديب الألماني هاينريش بول الحائز على جائزة نوبل للأدب سنة 1972.نُشرت لأول مرة سنة 1966 عن دار كيبهويير أوند فيتش في كولونيا وبرلين،ترجمها للعربية علاء الدين ندا وصدرت عن المركز القومي للترجمة سنة 2011. وظلت على رأس قائمة الكتب الأكثر مبيعًا في مجلة 'دير شبيغل' لمدة 26 أسبوعًا بين عامي 1966 و1967.

## الحبكة
تدور القصة حول يوهان وغورغ غروهل، وهما أب وابنه يعملان في النجارة. يثقل كاهل يوهان غروهل ديون ضريبية كبيرة، وتتفاقم ظروفه المالية بعد التحاق ابنه غورغ بالخدمة العسكرية في الجيش الألماني (البوندسفير). في نهاية خدمته، يُطلب من غورغ قيادة سيارة جيب عسكرية لمسافات طويلة لتكملة الكيلومترات اللازمة للفحص الدوري، إلا أنه يقرر بدلاً من ذلك العودة إلى منزله.يقرر الأب والابن حرق السيارة في الشارع، تحت ترديد التراتيل، فيما يشبه الأداء الطقوسي. في البداية، تُعتبر الجريمة ذات دافع سياسي، لكن أثناء المحاكمة، يقدّم أستاذ الفنون البروفيسور بورن تفسيرًا آخر لها بوصفها "هابّنينغ" Happening (نوع من الفنون المفاهيمية التفاعلية)، ما يجعل الجريمة تُعاد تأويلها كعمل احتجاجي فني. في النهاية، يحكم عليهما القاضي بعقوبة خفيفة: ستة أسابيع سجن وتعويض مادي كامل، بتهمة "العبث الجسيم".

## البنية السردية
تجري أحداث الرواية خلال يوم واحد، يتمثل في جلسة محاكمة في المحكمة الابتدائية. ومن خلال الشهادات المختلفة، تتكشف أبعاد متعددة لحياة آل غروهل، ويتحوّل السرد من إطار قضائي إلى مشهد شبه احتفالي، يختلط فيه العبث بالسخرية. اعتُبرت الرواية مثالًا على المزج بين الواقعية والرمزية الساخرة في أدب بُول، كما أبرزت قدرة الكاتب على تحويل محاكمة قضائية إلى مرآة ساخرة للمجتمع الألماني ما بعد الحرب.كتبت صحيفة "زود دويتشه تسايتونغ" عن الرواية: «كيف يحوّل بُول المحاكمة القضائية إلى اجتماع عائلي صاخب ، ويُضفي عليها في الوقت ذاته مسحة من الرهبة، هو ما يشكّل إنجازًا سرديًا ذا مستوى رفيع».

## التلقي النقدي
نالت الرواية اهتمامًا نقديًا واسعًا بسبب نقدها غير المباشر لمظاهر البيروقراطية، والعسكرة، والعدالة الشكلية في ألمانيا الاتحادية في الستينات. يرى بعض النقاد أنها تسخر من السلطة القضائية بتحويلها إلى مشهد عبثي، وأنها تندرج ضمن مشروع بُل في "نزع القداسة" عن المؤسسات. كما اعتُبرت مثالًا أدبيًا مهمًا على حضور تيار الـHappening والفن المفاهيمي ضمن النصوص السردية في تلك المرحلة.في سنة 1971، أخرج هانس ديتر شفارتسه فيلمًا مستوحًى من الرواية، بنفس العنوان، ما زاد من شهرتها داخل وخارج ألمانيا.